# Цао Чжи
Цао Чжи (* 192 — †232) — китайський аристократ, політик та поет часів Трицарства.

## Життєпис
Походив з впливової аристократичної родини Цао. Син Цао Цао, державного діяча та військовика часів епохи Саньго, та панні Бянь. Отримав гарну освіту. Замолоду став писати вірші, чим вразив батька. Останній передав Цао Чжи численні володіння: у 212 році — Піниуан, у 215 році — Лінчжи, у 218 році місто Е та ще 10 тисяч будинків. Все це призвело Цао Чжи до думки, що саме він стане спадкоємцем батька. У зв'язку з цим почав робити вчинки та витівки, які міг дозволити лише володар. До того полюбляв хильнути зайвого. Тому у 218 році спадкоємцем Цао Цао призначається інший син Цао Пі.
У 219 Цао Чжи не надав своєчасної допомоги Цао Женю під час війни того з царством Шу. Це розлютило Цао Цао, який збирався позбавити Цао Чжи усіх володінь. Втім не встиг. Новий імператор Цао Пі у 220 році відправляє до його фортеці Чен (сучасне м.Хуайян) у Хенані, позбавивши інших володінь. Втім у 223 році Цао Чжи отримує титул князя та землі у 2500 будинків. У 224 році також наділяється маєтком Юнци. Проте забороняється зустрічатися з іншими родичами. У 226 році Цао Пі під час зустрічі з Ца Чжи надає останньому ще 500 будинків. Того ж року Цао Пі помирає. Новий імператор Цао Жуй не дуже був прихильним до Цао Чжи, проте у 232 році надав тому титул князя Чен та землі у 3500 будинків. Але цього ж року Цао Чжи захворів й помер.

## Творчість
Створював вірші у жанрі «юефу». Вірші відрізнялися ліризмом, увагою до людини. Вони розділені на два періоди: до 220 року, де Цао Чжи висловлює свої амбіції. Ці вірші були повні оптимізму і романтичного характеру. З іншого боку, його невдачі у політиці після смерті батька призвели до сумних мотивів у пізніших роботах.
Одним з найбільш значних творів Цао Чжи першого періоду були вірші «Білий кінь», «Подарунок князя Бяо», «Красуня», де в образі мандрівного воїна поет зобразив себе, свої мрії про героїчні справах. Також значущою є поема «Богиня ріки Ло» («Ло шень фу»). Усього у доробку Цао Чжи близько 90 віршів. Найбільш повною є збірка під назвою «Чень Сі Ван Цзи» («Зібрання творів князя Чен»).